# فلوجستون

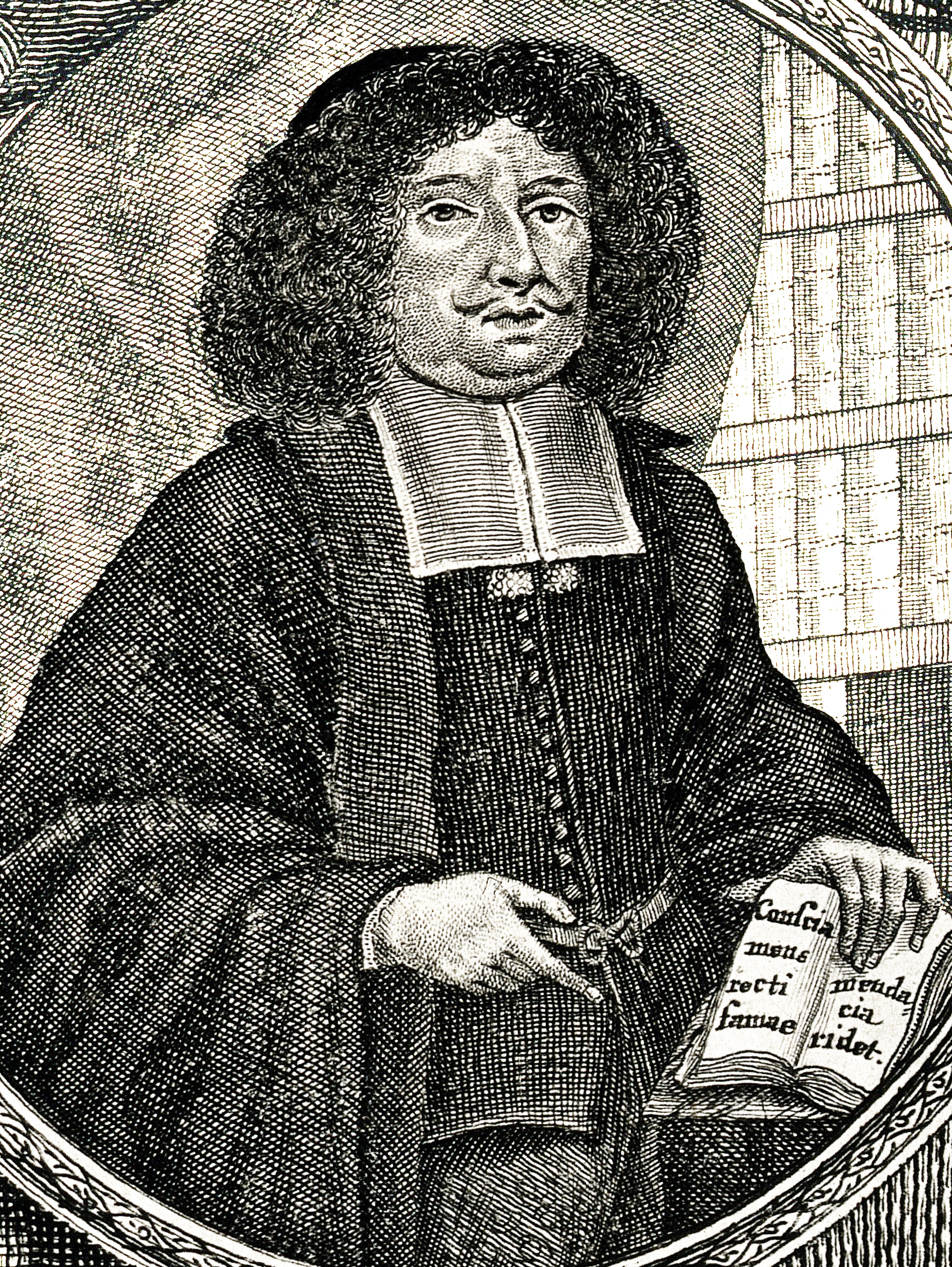
الكيميائي والطبيب ي. ي. بيشر اقترح نظرية فلوجيستون

نظرية فلوجيستون (بالإنجليزية: Phlogiston theory)‏ هي النظريات العلمية المستبدلة، تفترض أن عنصرا مثل النار يسمى فلوجيستون، الموجودة ضمن الهيئات القابلة للاحتراق، التي يتم تحريرها خلال الاحتراق. اسم يأتي من اليونانية القديمة  φλογιστόν الفلوجستون ('حرق')، من φλόξ phlóx (لهب). وردت لأول مرة في 1667 من قبل يوهان يواكيم بيشر. حاولت النظرية شرح عمليات الاحتراق مثل الاحتراق والصدأ، التي أصبحت الآن تعرف باسم الأكسدة.

## النظرية

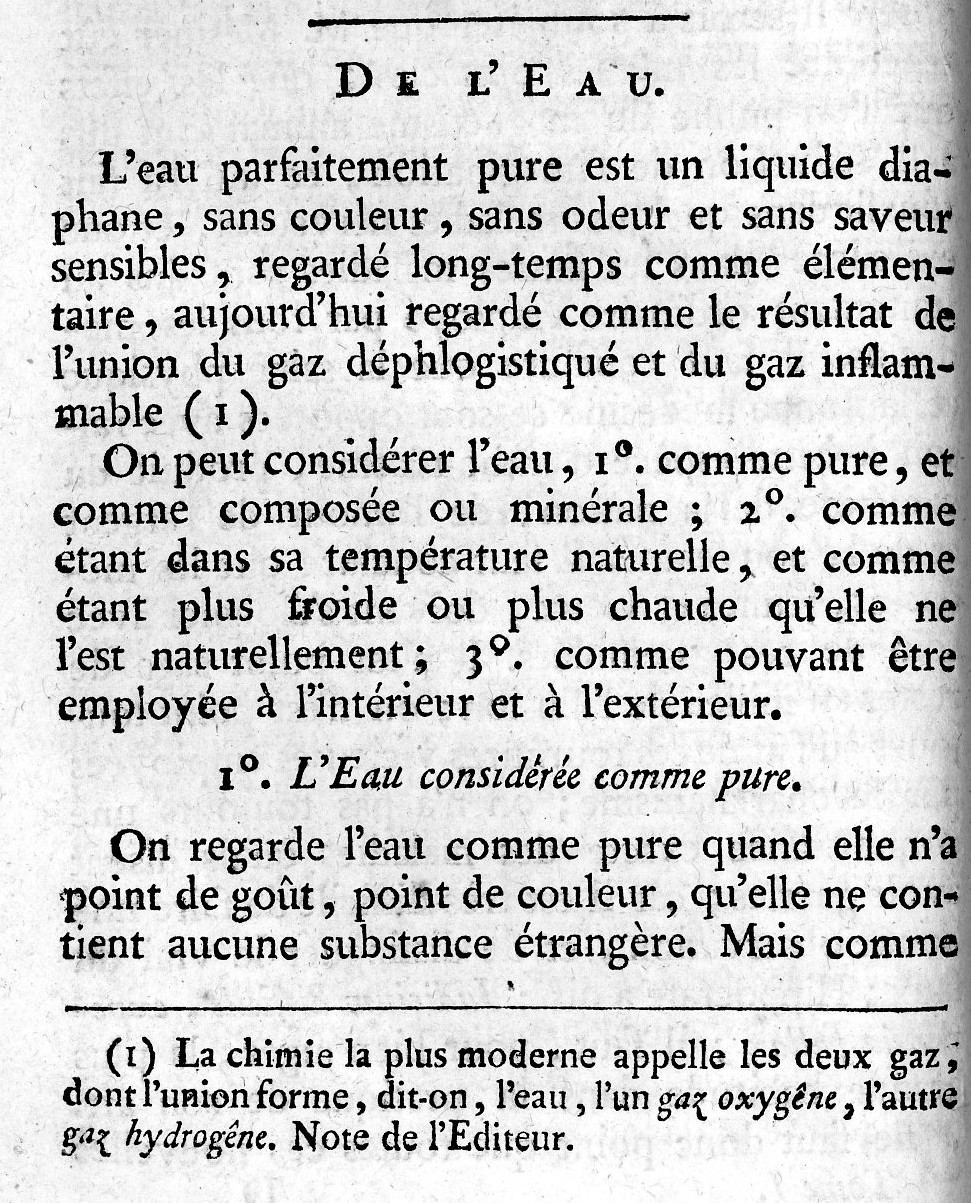
نظرية فلوجستون

«المواد» نظرية فلوجستون تنص على أن المواد التي تحتوي على فلوجستون ودى فلوجستون عند احتراقه.
 قال بشكل عام، فإن المواد التي تحرق في الهواء لابد أن تكون غنية بمادة فلوجيستون. وحول حقيقة أن الاحتراق يتوقف تقريبا في مكان مغلق فإن هذا دليل على أن الهواء لديه القدرة فقط على استيعاب كمية محدودة من فلوجيستون. عندما يكون الهواء قد أصبح مشبعا تماما بالفلوجستون فإنه لن يعمل على دعم احتراق أي مادة، ولن يسفر أي معدن ساخن عن أن يصدر أية calx. ولا يمكن لآى هواء مشبع بالفلوجستون أن يدعم أية حياة. وكان يعتقد أن التنفس يسهم في إخراج الفلوجيستون خارج الجسم.
وهكذا، فإن وصف بيشر لعملية فلوجيستون أنه أوضح من خلال عملية الاحتراق التي كانت عكس ذلك من نظرية الأكسجين.
على هذا الاعتبار نجد أن نظرية الفلوجستون قريبة الشبه من النظرية القديمة والتي آمن بها اليونانيون وهي أن المادة تتكون من الهواء والنار والماء والتراب، ثم تحولت الحقيقة الأولى إلى اسم الفلوجستون ومن خلال تلك النظرية رأوا الفلزات كأنها مصنوعة من فضلات إتحدت مع الفلوجستون كما عرف الهواء على أنه «الوعاء» الذي يحوي الفلوجستون.
من هنا فحسب هذه النظرية تكون كل المواد القابلة للاشتعال مركبات وليس عناصر وهي مركبات تحوي الفلوجستون. لقد بقيت النظرية منتشرة طوال القرنين السابع عشر والثامن عشر رغم تعرضها المتطرد للنقد من قبل علماء آخرين حتى جوزيف بريستلي مكتشف الأكسجين (كما يدعي الغرب) ظل معتنقا تلك النظرية رغم تناقض اكتشافه مع تلك النظرية إلى أن جاء لفوازييه وفسر أمر الاحتراق بتفاعل الأكسجين مع العناصر المختلفة وبذلك اخذت الأكسدة مكان نظرية الفلوجستون.
خلال القرن الثامن عشر، وأصبح واضحًا أن المعادن تكتسب كتلة عندما تتأكسد، إعتبر فلوجيستون بشكل متزايد على أنه 'مبدأ' بدلاً من جوهرا ماديا. بحلول نهاية القرن الثامن عشر، فإن عددا قليلا من الكيميائيين الذين لا يزالون يستخدمون تعريف فلوجيستون، وارتبط هذا المفهوم بالهيدروجين. جوزيف بريستلي، على سبيل المثال، في إشارة إلى تفاعل بخار الحديد، في حين أنه اعترف تماما بأن الحديد يكتسب كتلة لأنه يتحد مع الأكسجين لتشكيل calx مكونا أكسيد الحديد، ويفقد الحديد أيضا "أساس من الهواء القابلية للاشتعال (الهيدروجين)، وهذا هو الجوهر أو المبدأ الذي على أساسه يعطي اسم فلوجيستون.” التالية افوازييه في وصف الأكسجين باسم 'مبدأ الأكسدة (ومن هنا اسم الأكسجين: أوكسوس = حاد، حامض، geneo = تولد، إنتاج)، وصف بريستلي فلوجيستون باسم 'مبدأ القلوية'.
بقي فلوجيستون النظرية السائدة حتى 1780 عندما أظهر أنطوان لافوازييه أن الأمر يتطلب احتراق الغاز الذي لديه كتلة (الأكسجين) ويمكن قياسها عن طريق وزن أوعية مغلقة. استخدام أوعية مغلقة أيضا ألغت فرضية الطفو التي أخفت كتلة غازات الاحتراق. تحل هذه الملاحظات المفارقة الجماعية وتعد الساحة العلمية لنظرية جديدة السعرات الحرارية حول الاحتراق.